# Anders Törngren
Anders Törngren, född 1713, död 7 april 1779 i Lindesberg, var en svensk romanförfattare, översättare och bergsfogde.

## Biografi
Efter studier vid Uppsala universitet skrev Törngren tillsammans med sin vän och studiekamrat Jacob Henrik Mörk den fornnordiska romanen Adalriks och Giöthildas äfwentyr (1742-44). Denna tidiga svenska roman hade som förebild John Barclays Argenis och François Fénelons Télémaque, och är liksom dessa ett politiskt-moraliserande verk som diskuterar aktuella frågor under historisk förklädnad. Romanens fornnordiska miljö lånades från Erik Julius Björners översättning av de isländska sagorna och från Olof Rudbeck den äldre. Törngren översatte 1747 Johann Georg Hamanns fortsättningsdel av Den asiatiska Banise, eller Blodiga dock modiga Pegu. Han framförde och utgav även ett antal minnestal.
Han blev auskultant i Bergskollegium 1741, vice bergsfogde 1744 och från 1760 bergsfogde i Lindesberg där han avled 1779. Från 1746 var han gift med Britta Kristina Ljungman.